# Baghaï
Baghai (în arabă بغاي) este o comună din provincia Khenchela, Algeria.
Populația comunei este de 6.676 de locuitori (2008).